# Native chemical ligation
Native chemical ligation (engl., dt. ‚native chemische Ligation‘) ist eine biochemische Methode der Proteinligation durch Verknüpfung von zwei oder mehreren Peptiden.

## Eigenschaften
Durch die Proteinligation können zwei Peptide aneinander gekoppelt werden. Das N-terminale Peptid muss für die Proteinligation als letzte Aminosäure (an seinem C-Terminus) ein Thioester und das C-terminale Peptid muss für die Proteinligation als erste Aminosäure (an seinem N-Terminus) ein Cystein aufweisen. Im Zuge der Ligation bildet sich am Cystein eine Thioester-Bindung, die sich umestert und anschließend zur Peptidbindung umlagert (Thiotransesterifikation und S,N-acyl shift). Die Reaktion erfolgt in wässriger Lösung in Anwesenheit des Chaotrops Guanidiniumchlorid oder Harnstoff. Als Thioester kann jede Aminosäure verwendet werden, jedoch sind Valin, Isoleucin und Prolin sterisch gehindert, wodurch die Reaktion langsamer verläuft. Der C-terminale Thioester des N-terminalen Peptids wird meistens per Peptidsynthese mit Boc-Schutzgruppen erzeugt. Da Thioester-enthaltende Peptide nicht mit Fmoc-Schutzgruppen und nukleophilen Basen erzeugt werden können, wird mit Fmoc-Schutzgruppen ein Kenner safety catch linker zur Erzeugung der Thioester verwendet. Als Katalysator der Reaktion wird unter anderem Thiophenyl, 4-Mercaptophenylessigsäure (MPAA) oder 2-Mercaptoethansulfonat (MESNa) verwendet.
Alternative Verfahren zur Proteinligation wurden beschrieben, z. B. der Prior Thiol Capture, die Expressed Protein Ligation, das Acyl-Initiated Capture und die Peptidligation mit Selenocystein.

## Geschichte
Die zugrundeliegende Reaktion der native chemical ligation wurde 1953 von Theodor Wieland veröffentlicht. Ab 1994 wurde die Reaktion zur Erzeugung von Proteinen aus Peptiden durch S. B. Kent weiterentwickelt.